# 37mm kanon P.U.V. vz.37
Die 37mm kanon P.U.V. vz. 37 wurde von Skoda für den Export und den Einsatz bei der tschechoslowakischen Armee vor dem Zweiten Weltkrieg produziert und wurde letztlich von einigen Staaten in diesem eingesetzt. Im Rahmen der Sudetenkrise gingen die Geschütze am 15. März 1939 mit der Besetzung der Resttschechei in den Bestand der Wehrmacht über. Nach der Unabhängigkeitserklärung der Slowakei am 14. März 1939, verfügten auch die slowakischen Streitkräfte über dieses Geschütz. Bereits vor dem Krieg war eine größere Stückzahl an Jugoslawien verkauft worden.

## Beschreibung
Der Ursprungsentwurf der Waffe war wenig modern, der nahezu senkrechte Schild und die Holzspeichenräder erinnerten ehr an eine Waffe des Ersten Weltkrieges.
Doch die Waffe als solche war verhältnismäßig leistungsfähig und brauchte den Vergleich mit anderen Geschützen jener Zeit nicht zu fürchten.

## Geschichte
Zu Beginn des Zweiten Weltkrieges noch zur Ausstattung von Kampfverbänden gehörend, wurde das Geschütz schnell von regulären deutschen 3,7-cm-Pak bei den Kampftruppen verdrängt. Später fand es auf deutscher Seite bei rückwärtigen Einheiten und zur Küstensicherung Verwendung.
Eine Variante des Geschützes wurde als Hauptbewaffnung für Panzerkampfwagen tschechischer Bauart verwendet.

## Produktion
Skoda beendete die Produktion bald nach der Annexion durch das Deutsche Reich, da man inzwischen leistungsfähigere Waffen bauen konnte.

## 3,7cm Panzerabwehrkanone 37 (t)
Die Bezeichnung der Waffe wurde für den Einsatz in der Wehrmacht, einem vor Kriegsbeginn üblichen Schema folgend geändert. Wobei hinter der üblichen Nennung des Kalibers in cm und der Typenbezeichnung (Panzerabwehrkanone) das Modelljahr und eine Kurzkennung für die Herkunft, (t) für tschechoslowakisch, folgten.

## 3,7cm Panzerabwehrkanone 156 (j)
Mit der vorgenannten Bezeichnung (Fremdgerätkennnummer) wurden die nicht zerstörten Geschütze diese Typs bezeichnet, welche Jugoslawien vor dem Zweiten Weltkrieg erworben hatte und die im Rahmen des Balkanfeldzuges in die Hände der Wehrmacht gelangten. Jugoslawien hatte ca. 150 Geschütze gekauft. 